# Olho d'Água
Olho d'Água är en kommun i Brasilien.   Den ligger i delstaten Paraíba, i den östra delen av landet, 1 500 km nordost om huvudstaden Brasília. Antalet invånare är 6 931.
Omgivningarna runt Olho d'Água är huvudsakligen savann. Runt Olho d'Água är det ganska glesbefolkat, med 25 invånare per kvadratkilometer.